# Österreichische Gesellschaft für Familien- und regionalgeschichtliche Forschung
Die Österreichische Gesellschaft für Familien- und regionalgeschichtliche Forschung (ÖFR) ist ein genealogischer Verein für die Gebiete der ehemaligen Kronländer der Habsburgermonarchie (Königreich Böhmen, Markgrafschaft Mähren, Herzogtum Bukowina, Herzogtum Kärnten, Herzogtum Krain, Königreich Dalmatien, Königreich Galizien und Lodomerien, Küstenland (Triest, Görz und Gradisca, Istrien), Herzogtum Salzburg, Herzogtum Schlesien, Königreich Ungarn, Königreich Kroatien und Slawonien, Herzogtum Tirol, Herzogtum Vorarlberg, Herzogtum Niederösterreich, und Herzogtum Oberösterreich) mit Sitz in Wien.
Der gemeinnützige Verein ist Mitglied in der Deutschen Arbeitsgemeinschaft genealogischer Verbände (DAGV), und assoziiertes Mitglied von Time Machine. Vereinspräsident ist Markus Pasterk.

## Aufgaben
Der Verein, dessen Tätigkeiten nicht auf Gewinn ausgerichtet sind, bezweckt, die Förderung der Ahnen- und Familienforschung, diese Forschung in der Öffentlichkeit zu verankern, Archive und virtuelle Archive einzurichten, sich an Forschungsprojekten zu beteiligen.

## Mitglieder
Der Verein hat ca. 900 Mitglieder. Erfahrene Genealoginnen und Genealogen aus dem In- und Ausland halten Vorträge, stellen genealogisches Material exemplarisch vor und führen in die historische Lebenswelt der Ahnen ein. Kurrent Lesekursen vermitteln das nötige Knowhow zum Verstehen alter Archivalien. Dabei werden auch die Archive in Österreich und der angrenzenden Länder besprochen und ihr Nutzung erklärt. Weiters werden auch die DNA-genalogischen Plattformen und deren Möglichkeiten vorgestellt.

## Publikationen
Die Webseite beinhaltet einen Blog mit nationalen und internationalen Nachrichten sowie Kurzbeiträgen aus der Welt der Genealogie. Eine eigene Wiki-Seite gibt detaillierte Hilfe zu zahlreichen genealogischen Fragestellungen. Jährlich erscheint das ÖFR-Jahrbuch, ein Buch mit genealogischen und regionalgeschichtlichen Beiträgen und Beiträgen von Wissenschaftler und Genealogen. Mit Unterstützung der ÖFR wurden zwei Geoinformations-Projekte veröffentlicht. „Haus und Hof“ ist eine Datenbank zur Hausgeschichte in Niederösterreich und „Pfarren in Tschechien“ vereinfacht die Suche nach historischen Pfarren.
Jährlich erscheint das ÖFR-Jahrbuch, ein Buch mit genealogischen und regionalgeschichtlichen Artikel und Beiträgen von Wissenschaftler und Genealogen.